# Сеграте
Сеграте, Сеґрате (італ. Segrate) — муніципалітет в Італії, у регіоні Ломбардія,  метрополійне місто Мілан.
Сеграте розташоване на відстані близько 480 км на північний захід від Рима, 9 км на схід від Мілана.
Населення — 34 908 осіб (2014).
Щорічний фестиваль відбувається 16 серпня. Покровитель — святий Рох.

## Демографія
Населення за роками:

Станом на 1 січня 2023 року в муніципалітеті офіційно проживало 4017 іноземців з 100 країн, серед них 804 громадяни країн Євросоюзу та 186 громадян України.

## Клімат
| SEGRATE ROVAGNASCO periodo 2002-2009 | Місяці | Місяці | Місяці | Місяці | Місяці | Місяці | Місяці | Місяці | Місяці | Місяці | Місяці | Місяці | Пора  | Пора | Пора  | Пора  | Рік    |
| SEGRATE ROVAGNASCO periodo 2002-2009 | Січ    | Лют    | Бер    | Кві    | Тра    | Чер    | Лип    | Сер    | Вер    | Жов    | Лис    | Гру    | Зим   | Вес  | Літ   | Осі   | Рік    |
| ------------------------------------ | ------ | ------ | ------ | ------ | ------ | ------ | ------ | ------ | ------ | ------ | ------ | ------ | ----- | ---- | ----- | ----- | ------ |
| Темп. макс. (°C)                     | 6.8    | 9.2    | 14.6   | 17.9   | 23.7   | 28.6   | 30.3   | 28.9   | 24.3   | 18.3   | 12.5   | 7.6    | 7.9   | 18.7 | 29.3  | 18.4  | 18.6   |
| Темп. мін. (°C)                      | -0.3   | 0.7    | 4.6    | 8.7    | 13.4   | 18.0   | 19.1   | 18.3   | 14.7   | 10.8   | 5.7    | 1.4    | 0.6   | 8.9  | 18.5  | 10.4  | 9.6    |
| Опади (мм)                           | 65.7   | 65.6   | 77.4   | 96.5   | 104.1  | 86.6   | 80.8   | 96.4   | 96.8   | 117.0  | 113.3  | 66.9   | 198.2 | 278  | 263.8 | 327.1 | 1067.1 |
| Дні опадів (≥ 1 мм)                  | 5      | 5      | 5      | 9      | 9      | 5      | 6      | 7      | 7      | 8      | 9      | 7      | 17    | 23   | 18    | 24    | 82     |
| Абсолютна геліофанія (години)        | 1.9    | 3.4    | 4.9    | 5.9    | 6.8    | 8.1    | 9.2    | 8.1    | 6.2    | 4.2    | 2.2    | 1.9    | 2.4   | 5.9  | 8.5   | 4.2   | 5.2    |
| Роза вітрів (Вузлів)                 | NW 2.3 | SE 2.4 | SE 2.6 | SE 2.8 | SW 2.7 | SW 2.6 | SW 2.5 | SE 2.4 | E 2.3  | E 2.3  | SE 2.3 | NW 2.2 | 2.3   | 2.7  | 2.5   | 2.3   | 2.5    |

## Уродженці
- Ніколо Ровелла (*2001) — італійський футболіст, півзахисник.

## Сусідні муніципалітети
- Мілан
- Песк'єра-Борромео
- Пьольтелло
- Вімодроне